# Pentanchidae
Die Pentanchidae (engl. Deepwater catsharks) sind eine artenreiche, gegenwärtig etwa 110 beschriebene Arten umfassende Familie kleiner Haie in der Ordnung der Grundhaie (Carcharhiniformes). Die Familie wurde 1912 durch den amerikanischen Ichthyologen Hugh McCormick Smith mit der Erstbeschreibung des Einflossen-Katzenhais (Pentanchus profundicolus) aufgestellt und wegen der fehlenden ersten Rückenflosse den Hexanchiformes zugeordnet. Sein britischer Kollege Charles Tate Regan ordnete Pentanchus profundicolus noch im selben Jahr den Katzenhaien (Scyliorhinidae) zu, womit die Familie Pentanchidae nicht mehr gültig war.
1988 teilte der Haiexperte Leonard Compagno die Katzenhaie anhand der Schädelmorphologie in zwei Unterfamilien, die Pentanchinae und die Scyliorhininae, gab diese Unterteilung aber in späteren Veröffentlichungen wieder auf. Sowohl morphologische wie auch Untersuchungen auf Grundlage von DNA-Analysen zeigten jedoch, dass die Katzenhaie kein Monophylum darstellen. 2005 wurden die Pentanchidae deshalb durch Iglésias, Lecointre und Sellos wieder revalidiert.

## Merkmale
Die Arten der Pentanchidae sind schlanke Haie die je nach Art eine Länge von 16 cm (Parmaturus campechiensis) bis 90 cm (Apristurus exsanguis, Asymbolus analis und Galeus melastomus) erreichen können. Die meisten Arten werden etwa einen halben Meter lang. Wie die Katzenhaie besitzen sie zwei Rückenflossen (mit Ausnahme von Pentanchus profundicolus), sowie eine Afterflossen. Bei den Pentanchidae und den Katzenhaien liegt die erste Rückenflosse aber, im Unterschied zu allen anderen Haifamilien weit hinten, auf der Höhe der Bauchflossen oder kurz dahinter. Ein Spritzloch wie auch ein Spiraldarm sind vorhanden. Das einzige morphologische Merkmal, das die Pentanchidae von den Katzenhaien unterscheidet, ist der fehlende Supraorbitalkamm, ein Knorpelkamm oberhalb der Augenhöhlen.

## Lebensweise
Die meisten Arten der Pentanchidae sind eierlegend (ovipar), aber einige sind vivipar und bringen lebende Junge zur Welt. Die Eier haben dicke Schalen und können rankenartige Auswüchse besitzen oder nicht, die der Befestigung am Meeresboden oder an festen Strukturen wie Gorgonien dienen. Das Schlüpfen kann je nach Art bis zu zwei oder drei Jahre dauern. Obwohl bekannt ist, dass Tiefsee-Katzenhaie keine Wanderungen über größere Entfernungen unternehmen, bewegen sich mehrere Arten zur Nahrungssuche vertikal Hunderte von Metern über dem Grund ins freie Wasser. Die Jungfische einiger Arten leben im frühen Lebensstadium im freie Wasser mittlerer Tiefen. Die Pentanchidae ernähren sich von kleinen Knochenfischen, Kopffüßern, Krebstieren und anderen wirbellosen Tieren.

## Gattungen und Arten

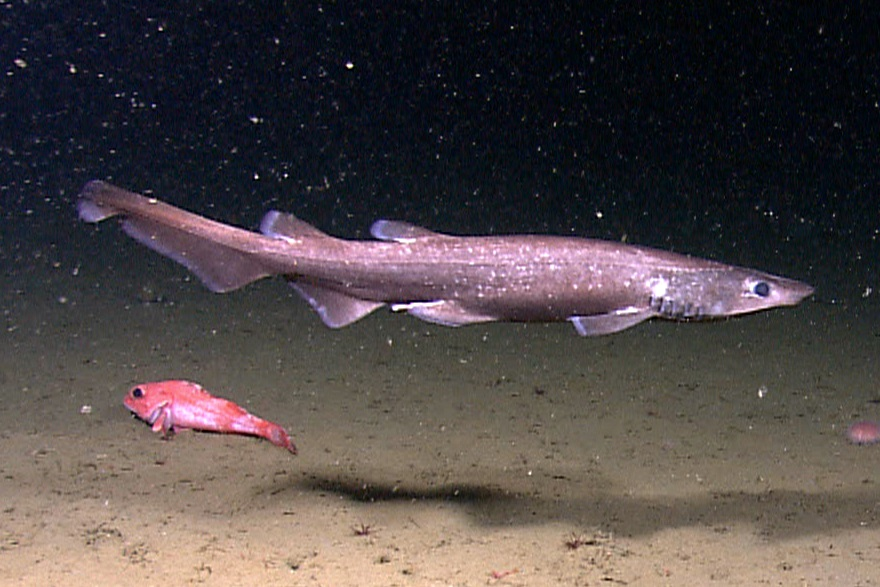
Apristurus brunneus

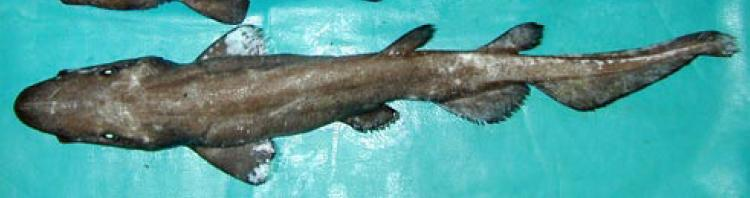
Geister-Tiefwasserkatzenhai (Apristurus manis)

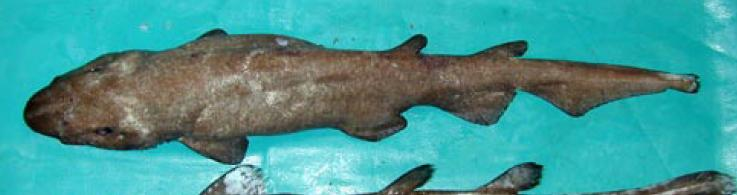
Tiefwasserkatzenhai (Apristurus profundorum)

Es gibt 12 Gattungen und etwa 110 Arten:
- Gattung: Akheilos White, Fahmi & Weigmann, 2019[12]
  - Akheilos suwartanai White, Fahmi & Weigmann, 2019
- Unterfamilie Galeinae Fowler, 1934
  - Gattung: Geisterkatzenhaie (Apristurus Garman, 1913)
    - Weisslicher Katzenhai (Apristurus albisoma Nakaya & Séret, 1999)
    - Rauhaut-Katzenhai (Apristurus ampliceps Sasahara, Sato & Nakaya, 2008)
    - Heller Tiefwasserkatzenhai (Apristurus aphyodes Nakaya & Stehmann, 1998)
    - Pinocchio-Katzenhai (Apristurus australis Sato, Nakaya & Yorozu, 2008)
    - Apristurus breviventralis Kawauchi, Weigmann & Nakaya, 2014
    - Apristurus brunneus (Gilbert, 1892)
    - Großkopf-Katzenhai (Apristurus bucephalus White, Last & Pogonoski, 2008)
    - Grauer Katzenhai (Apristurus canutus Springer & Heemstra, 1979)
    - Bleicher Katzenhai (Apristurus exsanguis Sato, Nakaya & Stewart, 1999)
    - Dicker Katzenhai (Apristurus fedorovi Dolganov, 1983)
    - Apristurus garricki Sato, Stewart & Nakaya, 2013
    - Buckelkatzenhai (Apristurus gibbosus Meng, Chu & Li, 1985)
    - Langflossiger Katzenhai (Apristurus herklotsi (Fowler, 1934))
    - Kleinbäuchiger Katzenhai (Apristurus indicus (Brauer, 1906))
    - Apristurus internatus Deng, Xiong & Zhan, 1988
    - Breitnasenkatzenhai (Apristurus investigatoris (Misra, 1962))
    - Japanischer Katzenhai (Apristurus japonicus Nakaya, 1975)
    - Langnasiger Katzenhai (Apristurus kampae Taylor, 1972)
    - Island-Tiefwasserkatzenhai (Apristurus laurussonii (Saemundsson, 1922))
    - Langköpfiger Katzenhai (Apristurus longicephalus Nakaya, 1975)
    - Flachköpfiger Katzenhai (Apristurus macrorhynchus (Tanaka, 1909))
    - Breitmaulkatzenhai (Apristurus macrostomus Chu, Meng & Li, 1985)
    - Geister-Tiefwasserkatzenhai (Apristurus manis (Springer, 1966))
    - Apristurus manocheriani Cordova & Ebert, 2021[13]
    - Fleischnasen-Katzenhai (Apristurus melanoasper Iglésias, Nakaya & Stehmann, 2004)
    - Kleinaugen-Tiefwasserkatzenhai (Apristurus microps (Gilchrist, 1922))
    - Kleinrückenkatzenhai (Apristurus micropterygeus Meng, Chu & Li, 1986)
    - Apristurus nakayai Iglésias, 2013
    - Grossnasen-Tiefwasserkatzenhai (Apristurus nasutus de Buen, 1959)
    - Kleinflossenkatzenhai (Apristurus parvipinnis Springer & Heemstra, 1979)
    - Fetter Katzenhai (Apristurus pinguis Deng, Xiong & Zhan, 1983)
    - Spatelnasenkatzenhai (Apristurus platyrhynchus (Tanaka, 1909))
    - Tiefwasserkatzenhai (Apristurus profundorum (Goode & Bean, 1896))
    - Breitkiemenkatzenhai (Apristurus riveri Bigelow & Schroeder, 1944)
    - Saldanha-Katzenhai (Apristurus saldanha (Barnard, 1925))
    - Blasser Katzenhai (Apristurus sibogae (Weber, 1913))
    - Chinesischer Katzenhai (Apristurus sinensis Chu & Hu, 1981)
    - Schwammkopfkatzenhai (Apristurus spongiceps (Gilbert, 1905))
    - Panama-Geisterkatzenhai (Apristurus stenseni (Springer, 1979))
    - Apristurus yangi White et al., 2017

  - Gattung: Cephalurus Bigelow & Schroeder, 1941
    - Kaulquappen-Katzenhai (Cephalurus cephalus (Gilbert, 1892))
    - Südlicher Kaulquappen-Katzenhai (Cephalurus sp. A; bislang nicht beschrieben)

  - Gattung: Galeus Rafinesque, 1810Rauhschwanz-Katzenhai (Galeus arae)

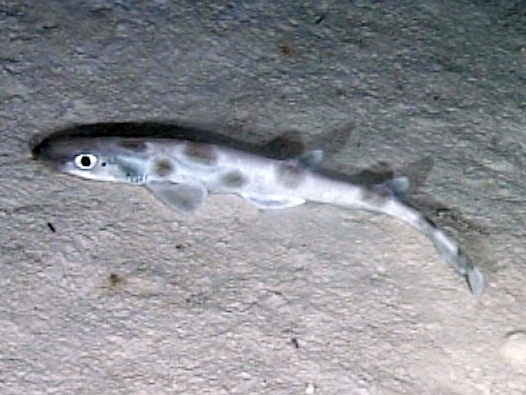
Rauhschwanz-Katzenhai (Galeus arae)

    - Antillen-Katzenhai (Galeus antillensis Springer, 1979)
    - Rauhschwanz-Katzenhai (Galeus arae (Nichols, 1927))
    - Atlantischer Sägeschwanzhai (Galeus atlanticus (Vaillant, 1888))
    - Langflossen-Sägeschwanz-Katzenhai (Galeus cadenati Springer, 1966)
    - Galeus corriganae White, Mana & Naylor, 2016
    - Gecko-Katzenhai (Galeus eastmani (Jordan & Snyder, 1904))
    - Galeus friedrichi Ebert & Jang, 2022[14]
    - Schlanker Sägeschwanz-Katzenhai (Galeus gracilis Compagno & Stevens, 1993)
    - Langnasen-Sägeschwanz-Katzenhai (Galeus longirostris Tachikawa & Taniuchi, 1987)
    - Fleckhai (Galeus melastomus Rafinesque, 1810)
    - Südlicher Sägeschwanz-Katzenhai (Galeus mincaronei Soto, 2001)
    - Maus-Sägeschwanzhai (Galeus murinus (Collett, 1904))
    - Breitflossen-Sägeschwanz-Katzenhai (Galeus nipponensis Nakaya, 1975)
    - Pfeffer-Katzenhai (Galeus piperatus Springer & Wagner, 1966)
    - Afrikanischer Sägeschwanz-Katzenhai (Galeus polli Cadenat, 1959)
    - Galeus priapus Séret & Last, 2008
    - Schwarzspitzen-Sägeschwanz-Katzenhai (Galeus sauteri (Jordan & Richardson, 1909))
    - Zwerg Sägeschwanz-Katzenhai (Galeus schultzi Springer, 1979)
    - Springers-Sägeschwanz-Katzenhai (Galeus springeri Konstantinou & Cozzi, 1998)

  - Gattung: Parmaturus Garman, 1906[15] Feilschwanz-Katzenhai (Parmaturus xaniurus)

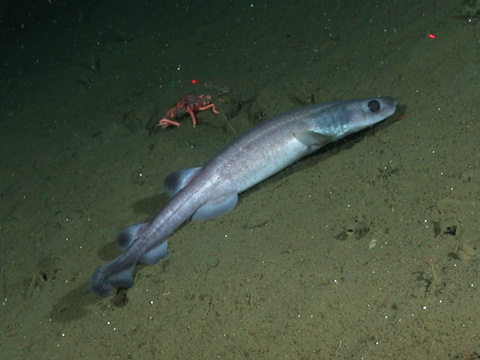
Feilschwanz-Katzenhai (Parmaturus xaniurus)

    - Parmaturus albimarginatus Séret & Last, 2007
    - Parmaturus albipenis Séret & Last, 2007
    - Parmaturus angelae Soares, Carvalho, Schwingel & Gadig, 2019
    - Parmaturus bigus Séret & Last, 2007
    - Campeche-Katzenhai (Parmaturus campechiensis Springer, 1979)
    - Samt-Katzenhai (Parmaturus lanatus Séret & Last, 2007)
    - McMillans-Katzenhai (Parmaturus macmillani Hardy, 1985)
    - Schwarzkiemen-Katzenhai (Parmaturus melanobranchus (Chan, 1966))
    - Parmaturus nigripalatum Fahmi & Ebert, 2018
    - Salamander-Katzenhai (Parmaturus pilosus Garman, 1906)
    - Feilschwanz-Katzenhai (Parmaturus xaniurus (Gilbert, 1892))

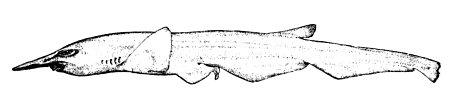
Einflossen-Katzenhai (Pentanchus profundicolus)

  - Gattung: Pentanchus Smith & Radcliffe in Smith, 1912 (Typusgattung)Einflossen-Katzenhai (Pentanchus profundicolus)
    - Einflossen-Katzenhai (Pentanchus profundicolus Smith & Radcliffe, 1912)
- Unterfamilie Halaelurinae White, 1936

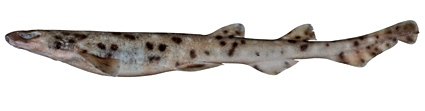
Australischer Flecken-Katzenhai (Asymbolus analis)

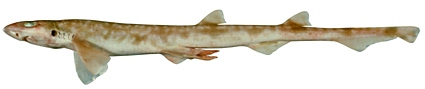
Asymbolus parvus

  - Gattung: Asymbolus Whitley, 1939Australischer Flecken-Katzenhai (Asymbolus analis)Asymbolus parvus
    - Australischer Flecken-Katzenhai (Asymbolus analis (Ogilby, 1885))
    - Flecken-Katzenhai (Asymbolus funebris Compagno, Stevens & Last, 1999)
    - Asymbolus galacticus Séret & Last, 2008
    - Westlicher Flecken-Katzenhai (Asymbolus occiduus Last, Gomon & Gledhill, 1999)
    - Hellgefleckter Katzenhai (Asymbolus pallidus Last, Gomon & Gledhill, 1999)
    - Asymbolus parvus Compagno, Stevens & Last, 1999
    - Asymbolus rubiginosus Last, Gomon & Gledhill, 1999
    - Abgewandelter Katzenhai (Asymbolus submaculatus Compagno, Stevens & Last, 1999)
    - Golf-Katzenhai (Asymbolus vincenti (Zietz, 1908))

  - Gattung: Bythaelurus Compagno, 1988
    - Arabischer Katzenhai (Bythaelurus alcocki (Garman, 1913))
    - Bythaelurus bachi Weigmann, Ebert, Clerkin, Stehmann & Naylor, 2016
    - Schwarzer Katzenhai (Bythaelurus canescens (Günther, 1878))
    - Breitkopf-Katzenhai (Bythaelurus clevai (Séret, 1987))
    - Neuseeländischer Katzenhai (Bythaelurus dawsoni (Springer, 1971))
    - Bythaelurus giddingsi McCosker, Long & Baldwin, 2012
    - Stacheliger Katzenhai (Bythaelurus hispidus (Alcock, 1891))
    - Fleckenloser Katzenhai (Bythaelurus immaculatus (Chu & Meng, 1982))
    - Bythaelurus incanus Last & Stevens, 2008
    - Morast-Katzenhai (Bythaelurus lutarius (Springer & D'Aubrey, 1972))
    - Bythaelurus naylori Ebert & Clerkin, 2015
    - Bythaelurus stewarti Weigmann, Kaschner & Thiel, 2018
    - Bythaelurus tenuicephalus Kaschner, Weigmann & Thiel, 2015
    - Bythaelurus vivaldii Weigmann & Kaschner, 2017

  - Gattung: Figaro Whitley, 1928
    - Australischer Sägeschwanz-Katzenhai (Figaro boardmani (Whitley, 1928))
    - Nördlicher Sägeschwanzhai (Figaro striatus Gledhill, Last & White, 2008)

  - Gattung: Halaelurus Gill, 1862Quagga-Katzenhai (Halaelurus quagga)

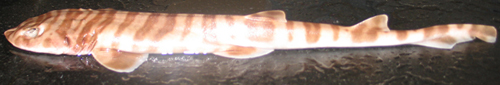
Quagga-Katzenhai (Halaelurus quagga)

    - Gesprenkelter Katzenhai (Halaelurus boesemani Springer & D'Aubrey, 1972)
    - Schwarzgepunkteter Katzenhai (Halaelurus buergeri (Müller & Henle, 1838))
    - Gebänderter Katzenhai (Halaelurus lineatus Bass, D'Aubrey & Kistnasamy, 1975)
    - Halaelurus maculosus White, Last & Stevens, 2007
    - Tiger-Katzenhai (Halaelurus natalensis (Regan, 1904))
    - Quagga-Katzenhai (Halaelurus quagga (Alcock, 1899))
    - Rostfarbener Katzenhai (Halaelurus sellus White, Last & Stevens, 2007)

  - Gattung: Scheuhaie (Haploblepharus Garman, 1913)
    - Puffotter-Katzenhai (Haploblepharus edwardsii (Schinz, 1822))
    - Brauner Katzenhai (Haploblepharus fuscus Smith, 1950)
    - Natal-Katzenhai (Haploblepharus kistnasamyi Human & Compagno, 2006)
    - Dunkler Katzenhai (Haploblepharus pictus (Müller & Henle, 1838))

  - Gattung: Holohalaelurus Fowler, 1934Izak-Katzenhai (Holohalaelurus regani)

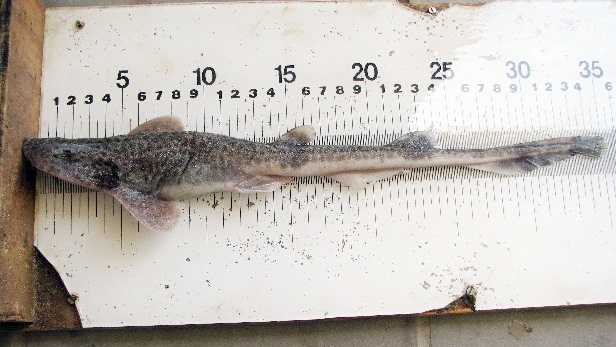
Izak-Katzenhai (Holohalaelurus regani)

    - Holohalaelurus favus Human, 2006
    - Holohalaelurus grennian Human, 2006
    - Tropischer Izak-Katzenhai (Holohalaelurus melanostigma (Norman, 1939))
    - Afrikanischer gepunkteter Katzenhai (Holohalaelurus punctatus (Gilchrist, 1914))
    - Izak-Katzenhai (Holohalaelurus regani (Gilchrist, 1922))